# Pierre Rabot
Pierre Rabot (1865 - ?) va ser un regatista francès que va competir a començaments del segle xx. El 1908 va prendre part en els Jocs Olímpics de Londres, on va guanyar la medalla de bronze en la categoria de 6 metres del programa de vela. Rabot navegà a bord del Guyoni junt a Henri Arthus i Louis Potheau.